# Ришкова Воля
Ришкова Воля (пол. Ryszkowa Wola) — село в Польщі, у гміні В'язівниця Ярославського повіту Підкарпатського воєводства.
Населення — 789 осіб (2011), у тому числі 401 жінки та 410 чоловіків.

## Історія
1900 року в селі було відкрито читальню українського товариства «Просвіта». Кількість книг — 148. 60 жителів села були членами читальні.
1911 року в Ришковій Волі на основі церковної крамниці було створено один з перших кооперативів на Ярославщини. 1923 року — кооператив був відновлений під назвою «Єдність» (після війни — перший відновлений на Ярославщині)..
16 серпня 1945 року Москва підписала й опублікувала офіційно договір з Польщею про встановлення лінії Керзона українсько-польським кордоном. Українці не могли протистояти антиукраїнському терору після Другої світової війни.
4 квітня 1945 року група поляків атакувала будинок греко-католицького священика. Було вбито 5 осіб, серед них — матір Андрія Сапеляка, майбутнього єпископа української греко-католицької церкви.
В 1944-46 роках 170 сімей (687 осіб) української громади були виселені до населених пунктів Тернопільської області УРСР. Решта українців попала в 1947 році під етнічну чистку під час проведення Операції «Вісла» і була депортована на понімецькі землі у західній та північній частині польської держави, що до 1945 належали Німеччині.
У 1975—1998 роках село належало до Перемишльського воєводства.

## Демографія
Демографічна структура станом на 31 березня 2011 року:
|          | Загалом | Допрацездатний вік | Працездатний вік | Постпрацездатний вік |
| -------- | ------- | ------------------ | ---------------- | -------------------- |
| Чоловіки | 396     | 90                 | 281              | 25                   |
| Жінки    | 393     | 90                 | 235              | 68                   |
| Разом    | 789     | 180                | 516              | 93                   |

## Церква
В селі знаходиться колишня парафіяльна греко-католицька церква Архангела Михаїла, побудована 1896 року за проектом архітектора Василя Нагірного. Давніше на її місці знаходилася дерев'яна церква. Парафія належала до Ярославського деканату. Після війни церкву перетворено на костел.

## Уродженці села
- Андрій (Сапеляк) (1919—2017) — єпископ Української греко-католицької єпархії в Аргентині.
- Михайлюк Богдан Васильович (1929—2009) — політичний в'язень, учасник Народного Руху України, голова Жидачівської районної ради[10].
- Паньківський Костянтин Федорович (1855—1915) — відомий український громадський діяч, журналіст і видавець, член-засновник наукового Товариства ім. Т. Шевченка.
- Паньківський Северин Федорович (1872—1943) — український актор. Працював у трупах М.Старицького, М.Кропивницького, братів Тобілевичів, у Театрі Миколи Садовського тощо. Брат Костя Паньківського[11].
- Проць Ярослав Іванович (1939—2017) — учений в галузі автоматизації, завідувач кафедри автоматизації технологічних процесів та виробництв Тернопільського національного технічного університету імені Івана Пулюя